# Claudio Lustenberger
Claudio Lustenberger (Lucerna, Suiza, 6 de enero de 1987) es un exfutbolista suizo de ascendencia dominicana. Jugó de centrocampista y destacó por una larga carrera en el FC Lucerna. Es primo del jugador suizo-dominicano Samuel Lustenberger.

## Clubes
| Club       | País  | Año       |
| ---------- | ----- | --------- |
| SC Kriens  | Suiza | 2003-2006 |
| FC Lucerna | Suiza | 2006-     |